# Cathédrale Saint-Sauveur d'Aix-en-Provence
Pour les articles homonymes, voir Cathédrale Saint-Sauveur.
La cathédrale Saint-Sauveur d'Aix-en-Provence est une cathédrale catholique romaine située dans la rue Gaston-de-Saporta à Aix-en-Provence. Cet édifice, construit sur l'emplacement du forum antique et, selon la légende, sur les fondations d'un ancien temple dédié au dieu Apollon, rassemble une multitude de styles architecturaux, du fait des nombreux remaniements qu'elle a subi au fil des siècles.
Ses dimensions sont de 70 mètres de longueur sur 46 mètres de largeur. Son élévation est de 20 mètres sous la clé de voûte.
De la façade, on distingue trois étapes de construction du bâtiment : tout d'abord la façade nue de la nef romane a été construite au XIIe siècle, suivie quelques années plus tard par le mur fait de blocs antiques à bossages, montés à joints vifs sur des lits de filasse. Le seul élément récent est le portail qui ferme la nef gothique et qui est daté du XVIe siècle.
Autour de la cathédrale sont construits au fil des siècles des bâtiments qui lui sont accolés, comme le bâtiment claustral de la communauté des chanoines (fin du XIIe siècle), les bâtiments du cloître (XIe au XIIIe siècles) ou le clocher (achevé en 1425).
C'est l'église cathédrale de l'archidiocèse d'Aix-en-Provence.

## Origines

### Légendes autour de la fondation
La cathédrale se situe sur le trajet de l'ancienne via Aurelia. Un fragment de mur romain ainsi que les colonnes du baptistère semblent avoir forgé la légende selon laquelle Saint-Sauveur fut érigé sur l'emplacement d'un temple antique dédié à Apollon. L'historien Pitton (1654) affirmait que ce temple était dédié à une divinité solaire, s'appuyant sur la découverte d'une statue à la cuisse découverte pour justifier ses dires.
Selon la tradition chrétienne, saint Maximin, venu de Palestine avec Marie-Madeleine sur une barque appartenant à Lazare, édifia sur le site une modeste chapelle dédiée au saint Sauveur.

### Destruction de la chapelle ancienne
Lors des invasions sarrasines des VIIIe et IXe siècles, Saint-Sauveur fut détruite.

## Architecture de la cathédrale
Si le baptistère semble plus ancien (VIe siècle), la construction de la partie romane de la cathédrale remonte à la fin du XIe siècle et est due à l'archevêque Rostan de Fos et au prévôt du chapitre Benoît. On trouve sur la nef méridionale dite du Corpus Domini une dédicace datée de 1103. Un mur semble toutefois plus ancien et remonte visiblement au Haut Moyen Âge.
Le 11 décembre 1471, l'archevêque d'Aix-en-Provence, Georges-Olivier de Pannard, décide, avec l'accord du chapitre, de construire la dernière travée à l'ouest. Le 16 avril 1472 un marché est passé avec Hélion l'Auvergnat, lapicide d'Arles. Le 13 mai 1472, un accord est passé entre l'archevêque et le chapitre pour le financement de cette construction. En 1477, Hélion l'Auvergnat est prié de commencer la façade, mais, à la mort d'Olivier de Pannard, en 1484, elle n'a atteint que la base des statues. Un document du 7 avril 1484 indique que Jacotin Paparoche taille des statues d'apôtres et Pierre Souquet prend la direction du travail d'architecture et d'ornementation suivant les plans de son prédécesseur. Il a signé une convention avec le chapitre le 3 juillet 1484. Cependant il se mit sérieusement à la tâche que vers 1489. Des discussions entre l'archevêque Philippe Herbert et le chapitre vont entraîner un arrêt des travaux jusqu'en 1499. Pierre Souquet passe un nouveau marché en 20 novembre 1500. Il a dirigé les travaux jusqu'à sa mort, vers le 10 octobre 1505. Le 6 octobre 1505, le peintre-verrier Jean Joye signe un prix-fait pour l'exécution du vitrail de la façade. Le 20 février 1507, Jean Lagrime et Pierre Guief sont chargés de la réalisation de la sculpture de saint Michel au sommet de la façade. Les sculptures de la façade sont terminées en 1513 grâce à un don de Louis Rostan. Elles sont réalisées par le sculpteur Jean Mone, de Metz. Les statues ont été peintes par Pierre Bœuf, de Sisteron, et Jean Cordonnier, de Troyes.

### Portail
Seules les sept figures supérieures du portail sont d'origine. Les autres sont des copies datées du XIXe siècle.

### Portes sculptées
La cathédrale Saint-Sauveur possède des portes de noyer sculptées sur une commande passée le 15 octobre 1505. Elles furent taillées par les frères Raymond et Jean Bolhit (ou Bouilly), d'Aix, ainsi que par le sculpteur toulonnais Jean Guiramand, qui a taillé les Sibylles, en 1508. Chaque vantail est finement encadré par des guirlandes de fleurs qui entourent des scènes, d'ordre religieux pour la plupart. On y voit notamment des représentations des prophètes Isaïe et Jérémie (porte gauche), Ézéchiel et Daniel (porte droite). Chacun est surmonté d'un dais en grande saillie.
Les portes étaient rehaussées de couleurs vives que l'on peut encore deviner par endroits. Le bâti est l'œuvre des menuisiers aixois Bouilly, en 1505 ; les images ont, elles, été exécutées en 1508 par un menuisier de Toulon, Jean Guiramand.

### Baptistère
Le baptistère de la cathédrale a été construit au début du VIe siècle, voire du Ve siècle, sur l'emplacement de l'ancienne place du forum d'Aquae Sextiae. Il est contemporain des baptistères conservés de Riez, Fréjus, mais aussi Albenga, en Ligurie, et Djemila, en Algérie et figure parmi les plus anciens de France.
Le baptistère octogonal, couronné en 1579 par le chanoine Jean de Léone, possède une coupole décorée de gypseries surmontant des colonnes d'époque romaine remployées. La cuve serait d'époque mérovingienne. On trouve sous les dalles du baptistère les caveaux de chanoines et d'archevêques.
Dès sa construction, le baptistère a été alimenté par les eaux chaudes provenant des thermes romains. Le baptême est alors administré par immersion totale. Une symbolique bien définie est alors attachée au sacrement du baptême. Celui-ci représente un moyen d'être enseveli dans la mort avec le Christ et de vivre la vie nouvelle, au moyen de l'illumination. L'édifice est orienté vers le soleil levant malgré les changements apportés au fil des siècles, notamment par l'ajout des colonnes en granit.
Son architecture actuelle est semble-t-il quasiment identique à celle qu'il avait au temps du forum romain. Huit colonnes l'entourent. On y attachait alors des étoffes pour cacher les catéchumènes des regards. On peut toujours observer les encoches dans lesquelles on insérait les tringles permettant de tendre les draps. Le baptistère a connu plusieurs transformations. La coupole date du XVIe siècle. De l'époque de sa construction ne subsistent plus que les bas des murs et la cuve baptismale. L'alimentation en eau courante du bassin se faisait par l'est, du côté extérieur à la cathédrale, par le moyen d'une annexe importante.
Au XIXe siècle, le baptistère est orné de sept tableaux représentant les sept sacrements de l'Église catholique. La commande est passée par l'administration des beaux-arts, conformément au souhait de l'archevêque. Sept artistes aixois sont choisis pour ce travail : Alphonse Angelin, Antoine Coutel, Baptistin Martin, Joseph Richaud, François Latil, Léontine Tacussel, et Joseph Marc Gibert. Cette commande est un exemple rare de représentation des sept sacrements en série, sans équivalent au XIXe siècle.

Le baptistère de la cathédrale Saint-Sauveur
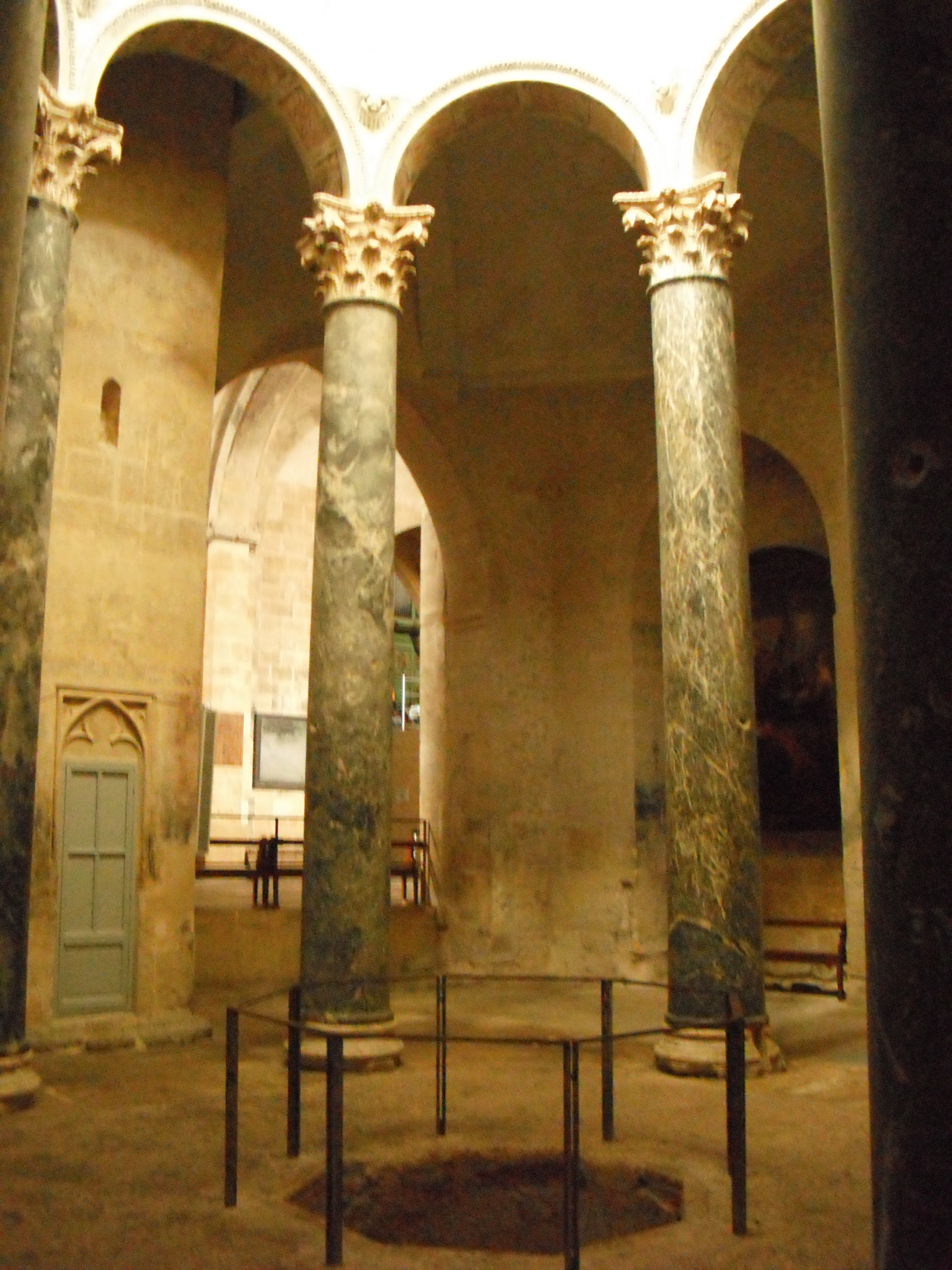
Baptistère de la cathédrale Saint-Sauveur.
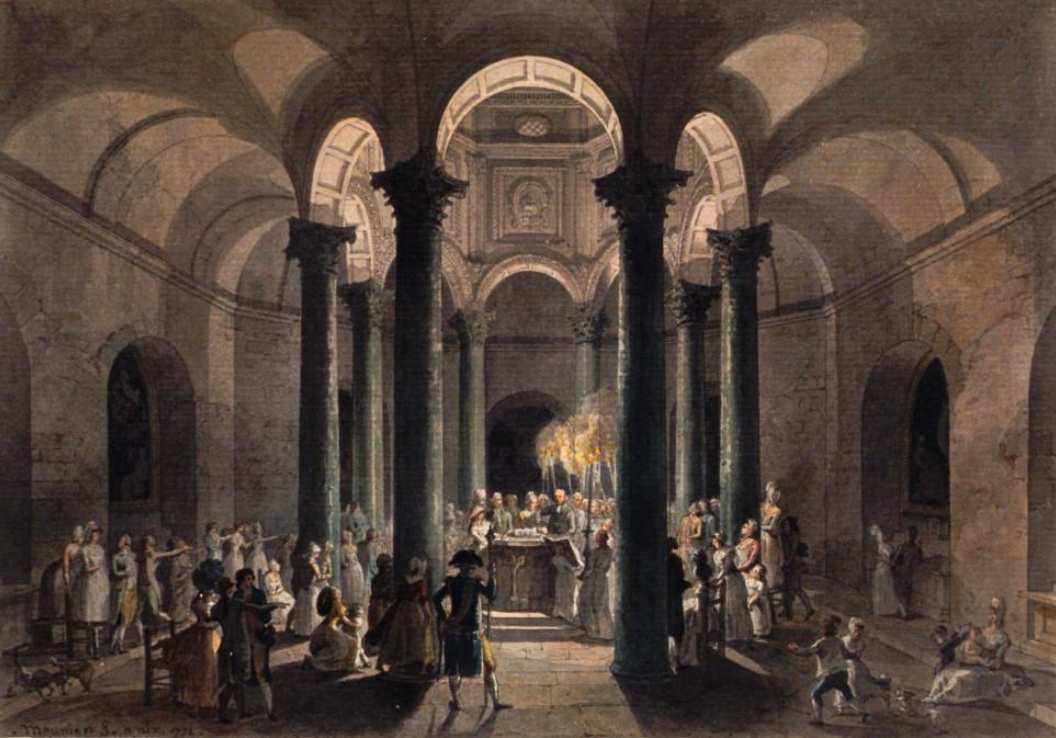
Vue intérieure du baptistère de la cathédrale d'Aix, Meunier, 1792.

### Vitraux

#### Les vitraux de l'atelier Didron
L'atelier Didron fournit au XIXe siècle les verrières suivantes :
- 1858 : le Triomphe de la Foi, en façade ouest ;
- 1860-1861 : verrière de l'abside de la nef gothique et ses six vitraux ornés de motifs non figuratifs ;
- 1863 : le vitrail de l'Espérance, dans le transept sud ;
- 1866 : le vitrail des anges musiciens et des saints de Provence, dans la chapelle du Sacré-cœur de la nef romane.

Les vitraux de l'atelier Didron
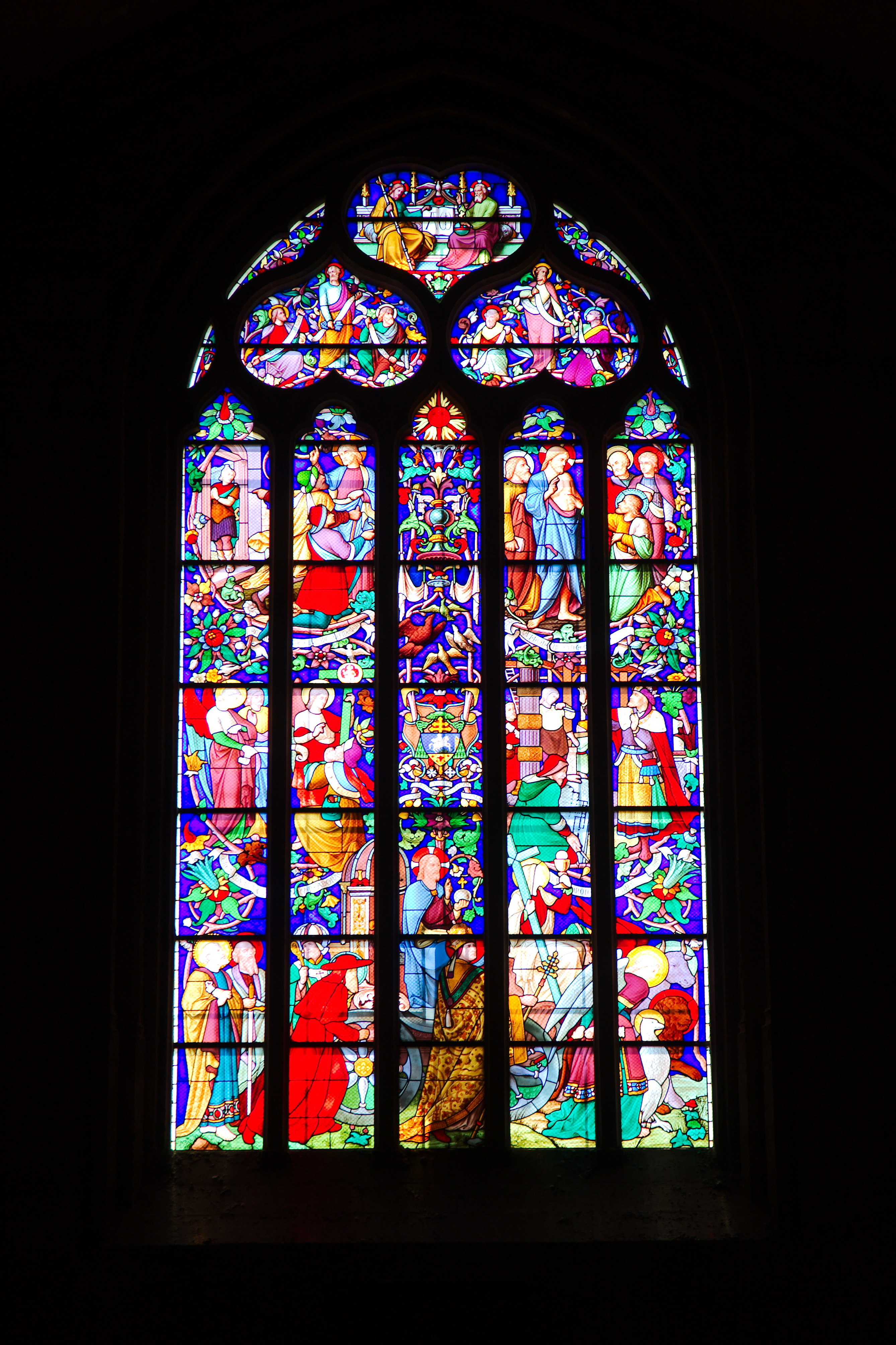
1858 Le Triomphe de la Foi Façade ouest.
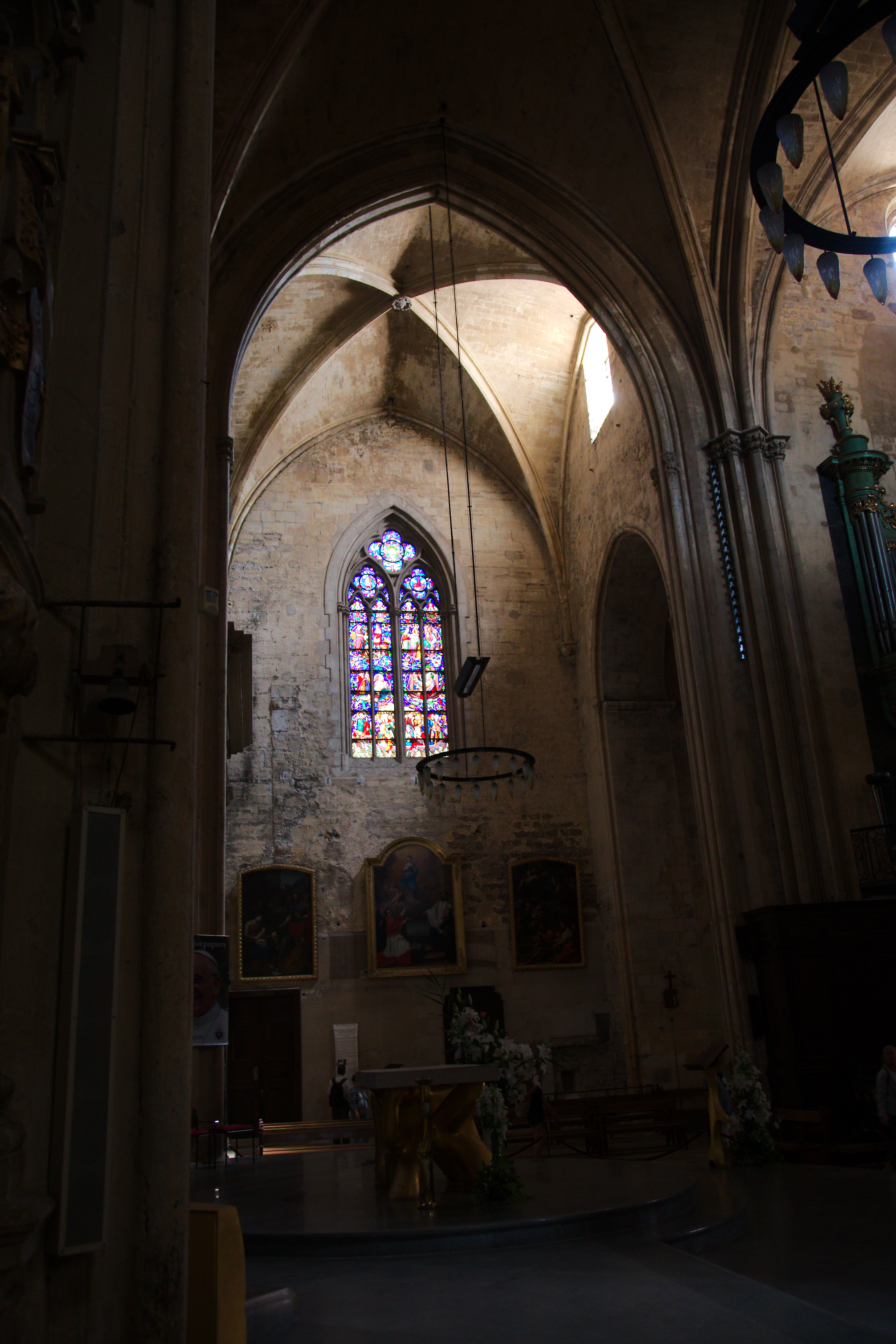
1863 Vitrail de l'Espérance Transept sud.
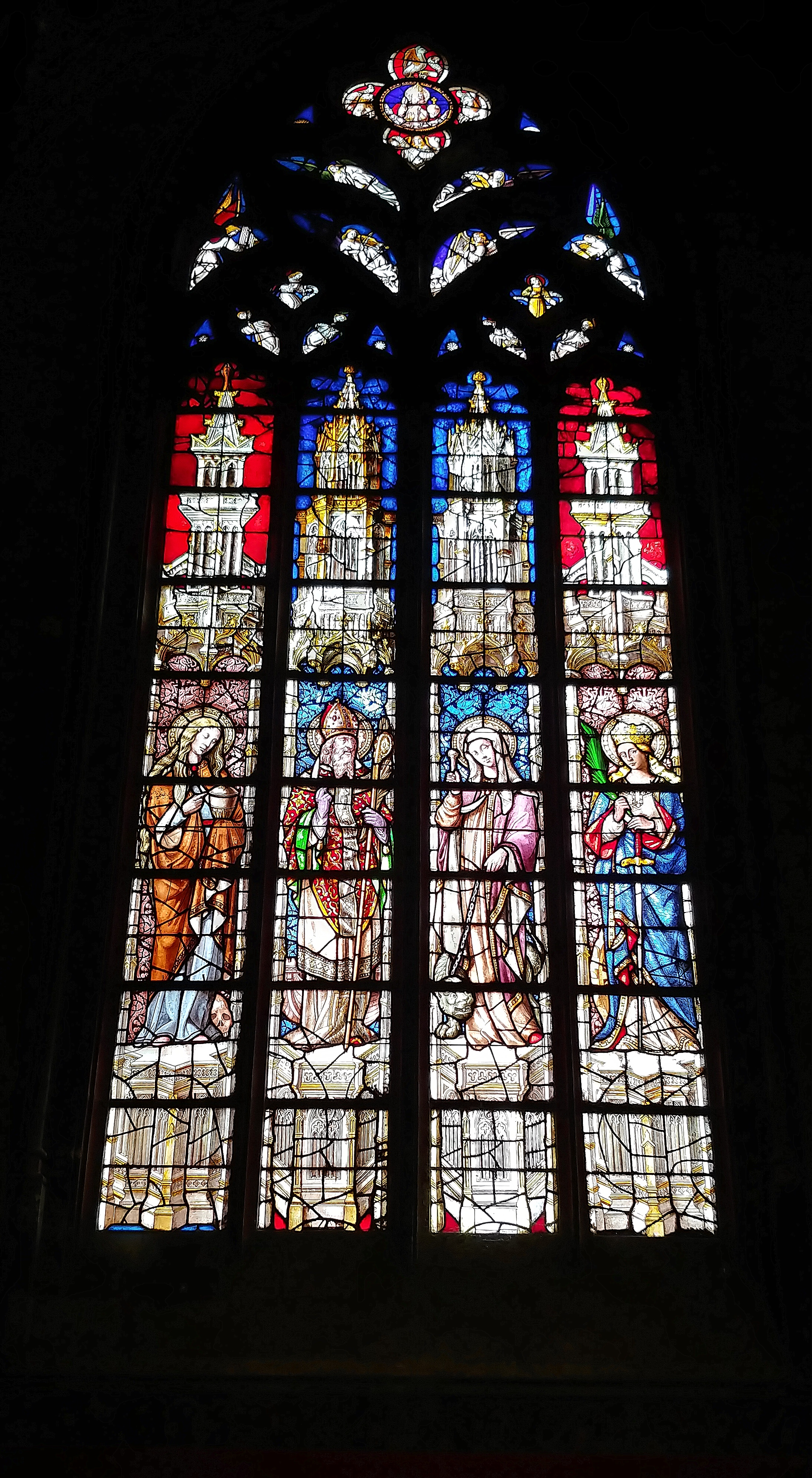
1866 Vitrail des anges musiciens et des saints de Provence. Chapelle du Sacré-cœur.

## Chapelles

### Chapelle Saints-Côme-et-Damien

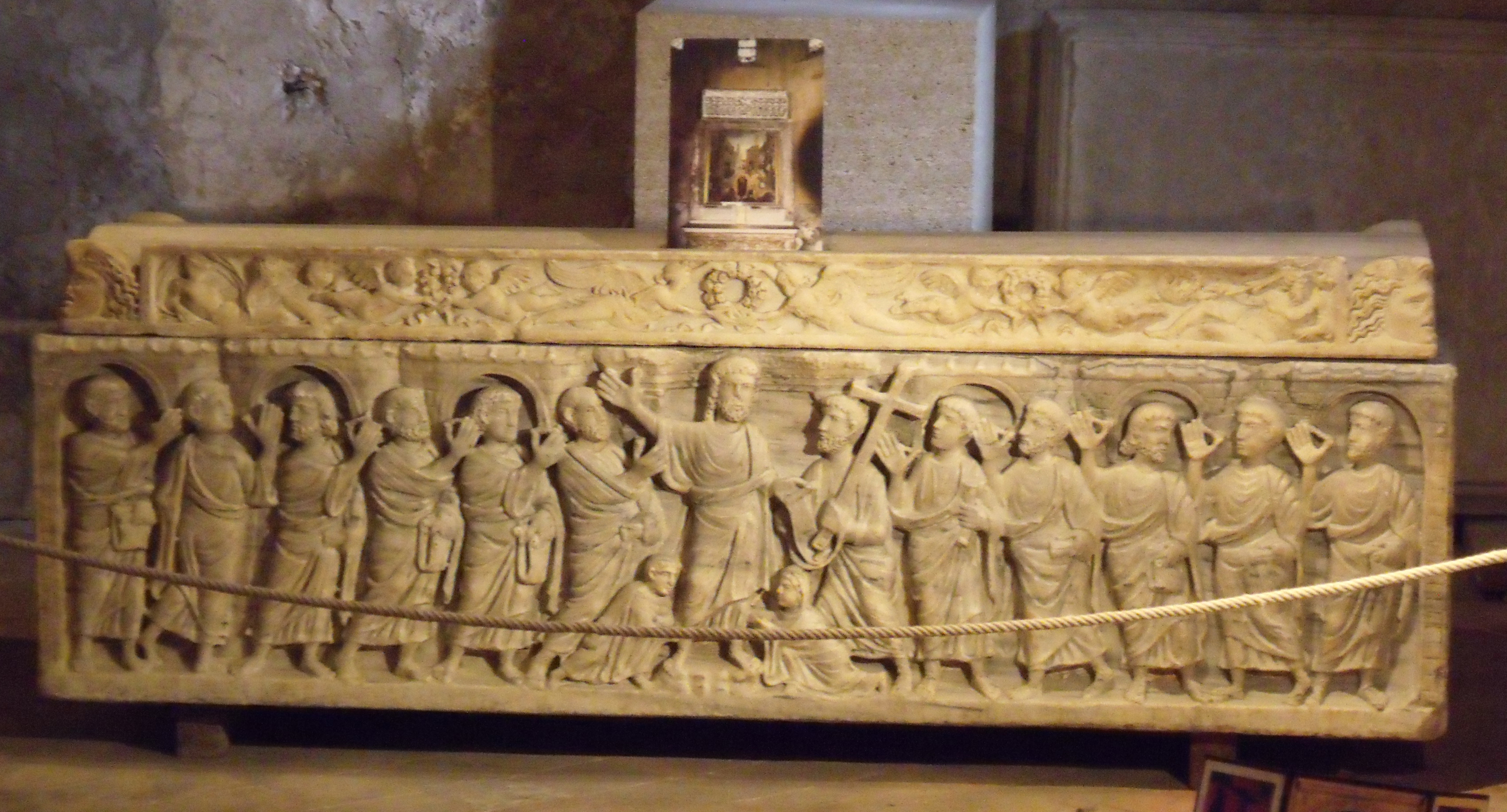
Sarcophage de saint Mitre.

Cette chapelle, construite à la fin du XVIe siècle et qui constitue le narthex du baptistère, abrite aujourd'hui un dépôt lapidaire, dont la pièce la plus remarquable est le sarcophage dit de saint Mitre, dont on dit qu'il a recueilli la dépouille du saint aixois après sa mort en martyr. D'autres éléments y figurent aussi, tels deux lions en marbre provenant du tombeau d'Hubert de Vins, des sculptures de Charles Desbordes, ou encore des colonnettes à chapiteaux de marbre venant de l'oratoire Saint-Sauveur.

## Œuvres exposées
- Le triptyque du Buisson ardent, de Nicolas Froment.

- Transfiguration du Sauveur, de Jean Daret fils.
- La Cène, de Jean Daret père.
- L'Incrédulité de saint Thomas, de Finsonius.
- Le Triomphe de la foi.
- La Résurrection de Lazare, de Christophe Veyrier[16], provenant de l'ancienne chapelle des Carmélites.
- Jean-Bruno Gassies, Le Martyre de saint Appian (en), 1822, dépôt du Louvre : L 3987[17], nef ;
- Gaspard de Crayer, Sainte Apolline (XVIIe siècle), dépôt du Louvre : B 233[18], nef ;
- Dix-sept tapisseries dues au peintre flamand Quentin Metsys : la Nativité, la Présentation, l'Annonciation, la Visitation, l'Annonce aux bergers, la Nativité de Notre-Seigneur, le Baptême de Jésus, le Sermon sur la montagne, la Résurrection de Lazare, la Flagellation, le Couronnement d'épines, la Crucifixion, la Descente de croix, la Visite aux limbes, la Résurrection, l'Ascension et la Pentecôte.

### L'orgue
La cathédrale possède un grand orgue, construit en 1743, sur le flanc nord du chœur gothique. Ce buffet est classé aux Monuments Historiques. Un autre orgue d'aspect similaire mais factice a été construit en face de lui, pour imiter l'esprit baroque italien et ibérique.

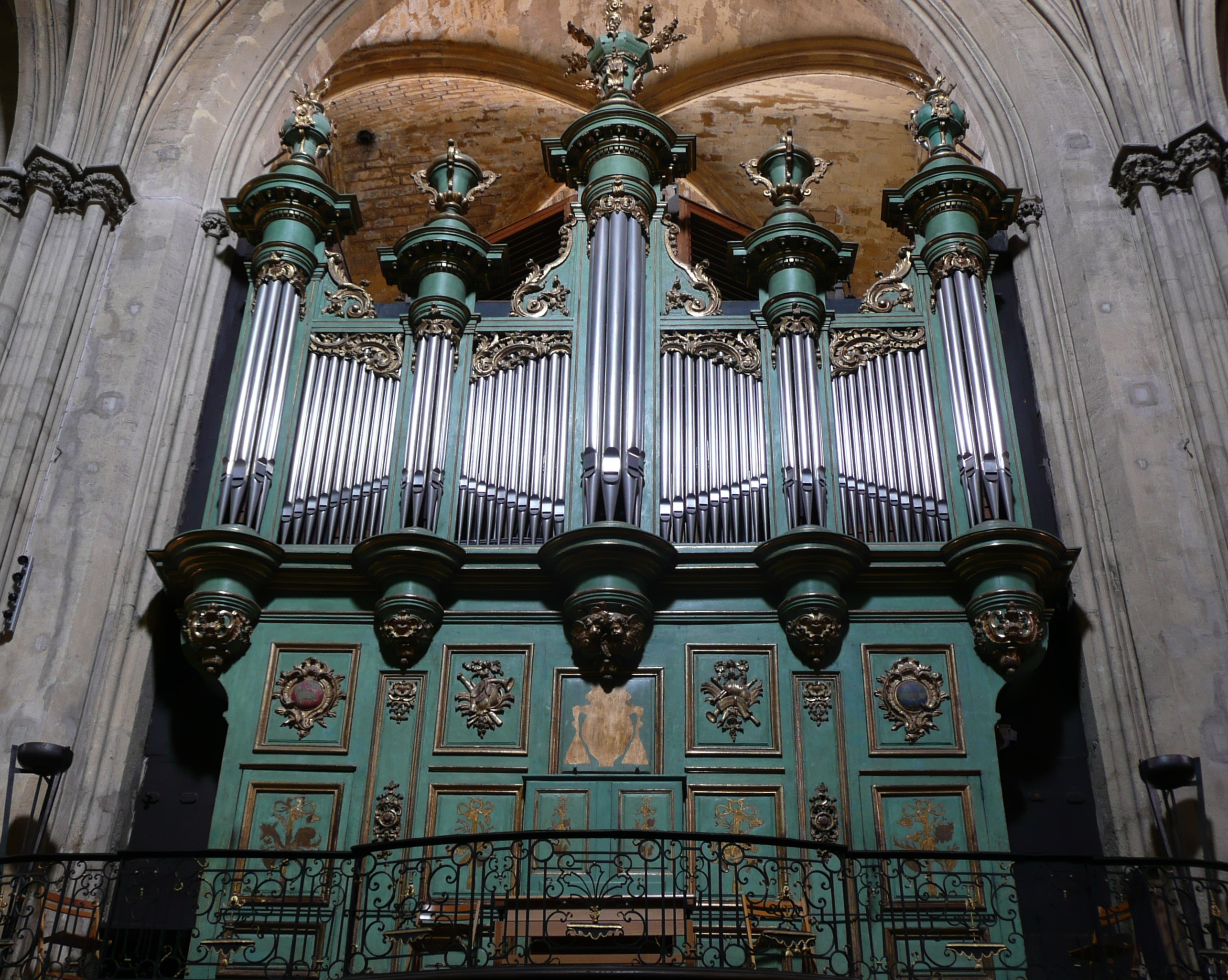
L'orgue.

L'instrument lui-même a subi de nombreuses interventions - réparations, modifications, augmentation du nombre de jeux, suppression du positif de dos - une restauration menée de 1974 à 1982 par Alfred Kern lui ayant restitué un aspect proche de l'original.
Composition de l'orgue
| I - Positif     |
| Bourdon 8'      |
| Salicional 8'   |
| Prestant 4'     |
| Sesquialtera II |
| Doublette 2'    |
| Plein-Jeu IV    |
| Trompette 8'    |
| Cromorne 8'     |
| Clairon 4'      |
| Piccolo 1'      |

| II - Grand-Orgue    |
| Bourdon 16'         |
| Montre 8'           |
| Flûte 8'            |
| Gambe 8'            |
| Prestant 4'         |
| Flûte à cheminée 4' |
| Quinte 2 2/3'       |
| Doublette 2'        |
| Fourniture V        |
| Cornet V            |
| Bombarde 16'        |
| Trompette 8'        |
| Trompette 8'        |
| Clairon 4'          |

| III - Récit expressif |
| Flûte 8'              |
| Bourdon 8'            |
| Viole de Gambe 8'     |
| Flûte octaviante 4'   |
| Voix céleste 8'       |
| Octavin 2'            |
| Trompette 8'          |
| Basson-Hautbois 8'    |
| Voix humaine 8'       |

| Pédale       |
| Flûte 16'    |
| Soubasse 16' |
| Flûte 8'     |
| Flûte 4'     |
| Bombarde 16' |
| Trompette 8' |
| Clairon 4'   |

### L'autel des Aygosi
Cet autel de pierre, primitivement installé dans l'église des Carmes, fut installé à Saint-Sauveur en 1823. Sur la gauche une inscription se lit ainsi : « Anne, la glorieuse mère de la Vierge Marie est vénérée dans la présente chapelle. Noble homme Urbain Aygosi a exposé ici le comble de l'amour. En la présente année du Seigneur 1470, la chapelle est achevée par la grâce de Dieu, le 28 janvier. »
Ce monument comprend :

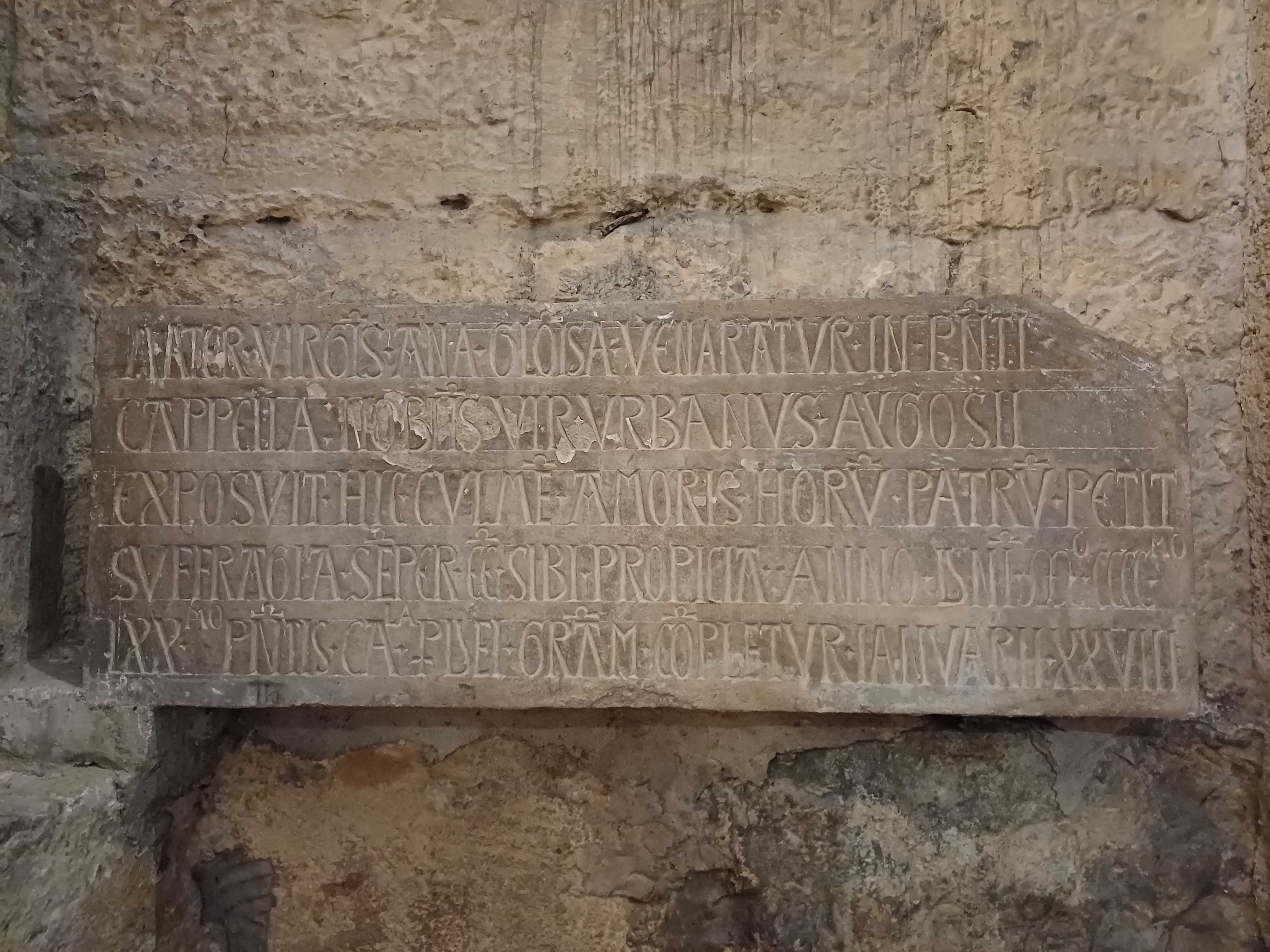
La pierre gravée près de l'autel.

- un autel surmonté d'un faux tabernacle, avec, à ses extrémités, les armes d'Urbain Aygosi.
- un tabernacle orné d'un christ avec l'inscription : « Vois, mortel, c'est pour toi que se livre une telle victime ».
- un retable de pierre avec six figures : au centre, sainte Anne, devant elle la Vierge, dans ses bras l'enfant Jésus. À gauche saint Maurice dans une armure du XVe siècle, à droite sainte Marguerite sortant du dragon. Enfin, le Christ en croix domine ce retable. De part et d'autre de l'autel, se trouvaient des statues de la Vierge et de saint Jean, aujourd'hui exposées au musée Granet.

Le sculpteur de cet autel, Audinet Stéphani, était originaire du diocèse de Cambrai et a travaillé à Aix et dans sa région entre 1446 et 1476.

### Les visions de Jeanne Perraud
Jeanne Perraud (Martigues, 1631–Aix-en-Provence, 1676) est issue d'une famille aixoise qui a fui la ville lors de la révolte des Cascaveous en 1630. Ayant assisté à un double meurtre dans une rue d'Aix, Anne Blanc, l'épouse de Jean Perraud, lui demande de quitter la ville. C'est ainsi que Jeanne Perraud voit le jour à Martigues, l'année suivante. Dotée d'une santé défaillante et atteinte de nombreuses infirmités, elle reçoit une éducation chrétienne pieuse. Après la mort de ses deux parents, elle se convertit au catholicisme et reçoit en 1650 une première vision, « une étoile miraculeuse, dit-elle, d'une lueur admirable ». Elle entre alors au couvent des ursulines de Lambesc, puis à celui de Barjols et enfin chez les dominicaines de Saint-Maximin. En 1655, elle part vivre à Aix.
En l'espace de quelques années, elle reçoit de nombreuses visions de l'Enfant-Jésus, mais parfois aussi d'un homme d'âge mûr (de 33 ans selon sa description) : chez les Picpus, rue Bédarride, dans la chapelle Notre-Dame-des-Sept-Douleurs, chez les Augustins déchaussés. Le 30 novembre 1660, l'apparition lui demande son cœur. Jeanne décrit ainsi la vision : « [Il] paraissait de l'âge de 33 ans (…), de taille fort grande mais bien proportionnée ; le maintien plutôt doux que sévère (…), la barbe fort longue (…), le poil châtain, non frisé (…), les cheveux tombant sur les épaules (…), le vêtement rouge (…). » Une autre fois, elle voit le Christ avec ses plaies ouvertes.
Ces apparitions lui valent de développer la crainte des hommes, qu'elle refuse désormais d'approcher. Elle meurt le 22 janvier 1676 d'une violente fièvre. Les tentatives pour obtenir sa canonisation échouent à de multiples reprises. Peu après sa mort, une poupée représentant ses visions de l'Enfant-Jésus est réalisée et exposée, aujourd'hui encore, dans la cathédrale.

### Œuvres disparues
- Un vitrail de Jean Joye, détruit sous la Révolution.

Œuvres exposées
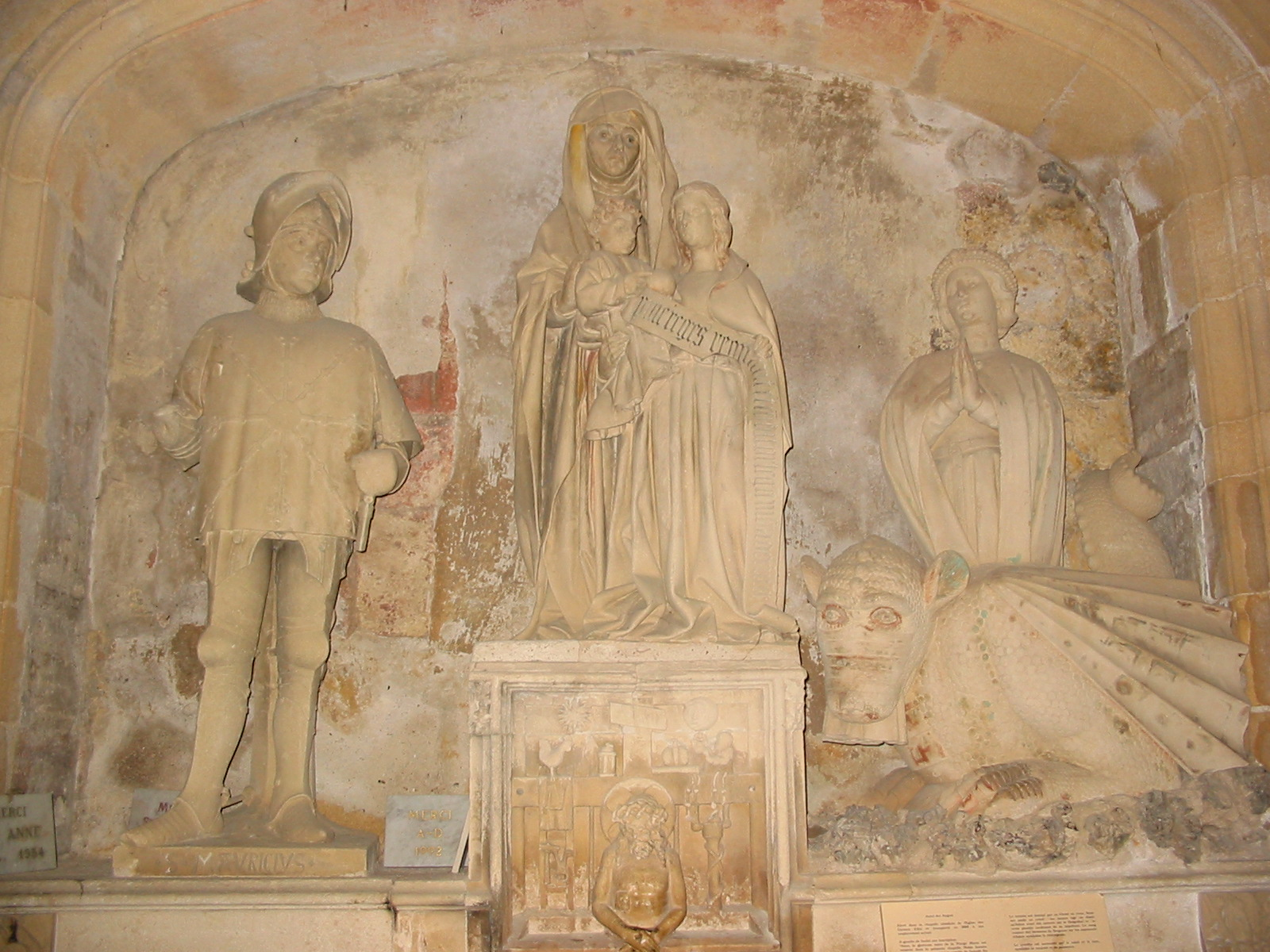
L'autel dit des Aygosi (cathédrale Saint-Sauveur).
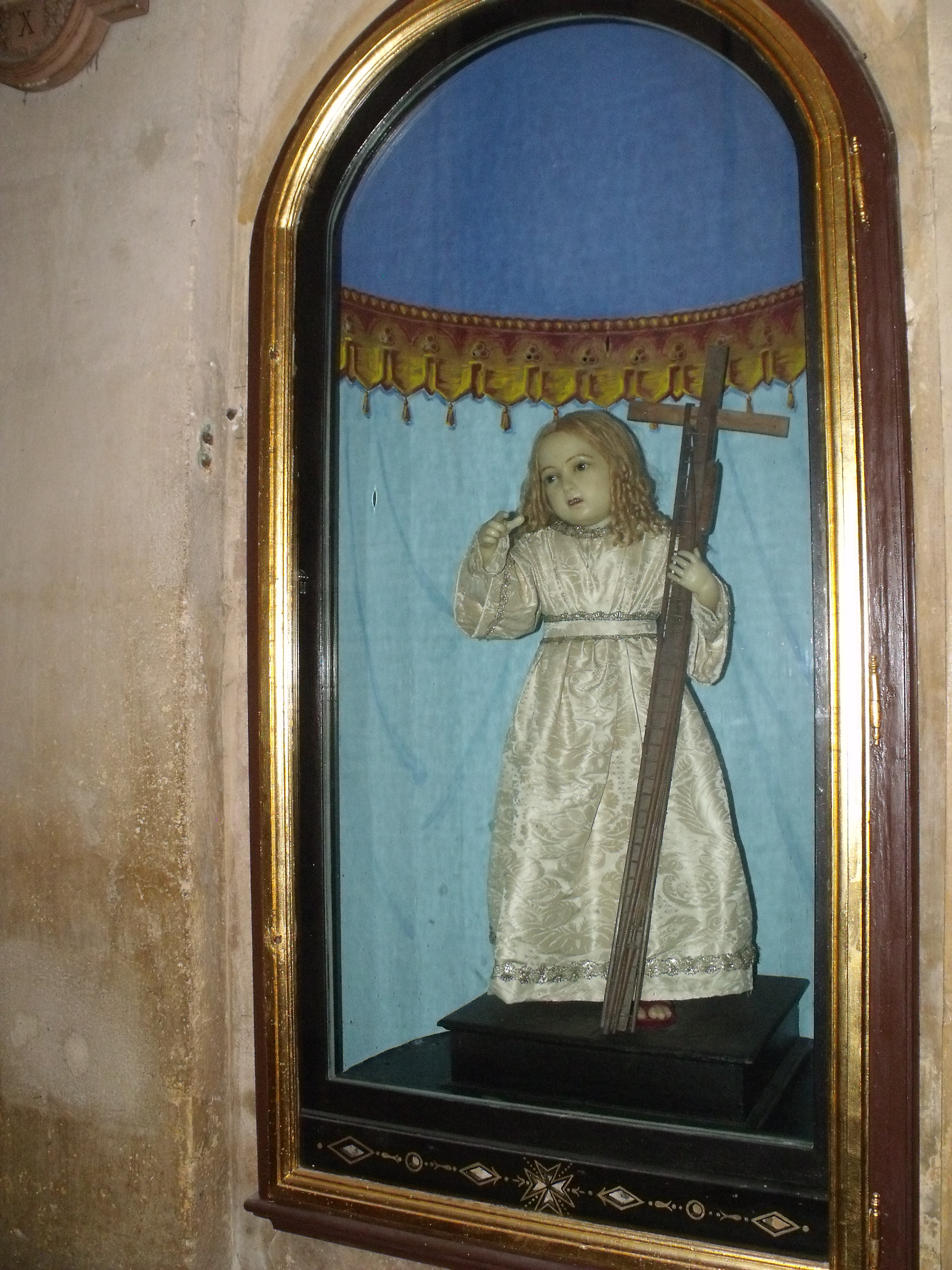
Poupée représentant une vision reçue par Jeanne Perraud.
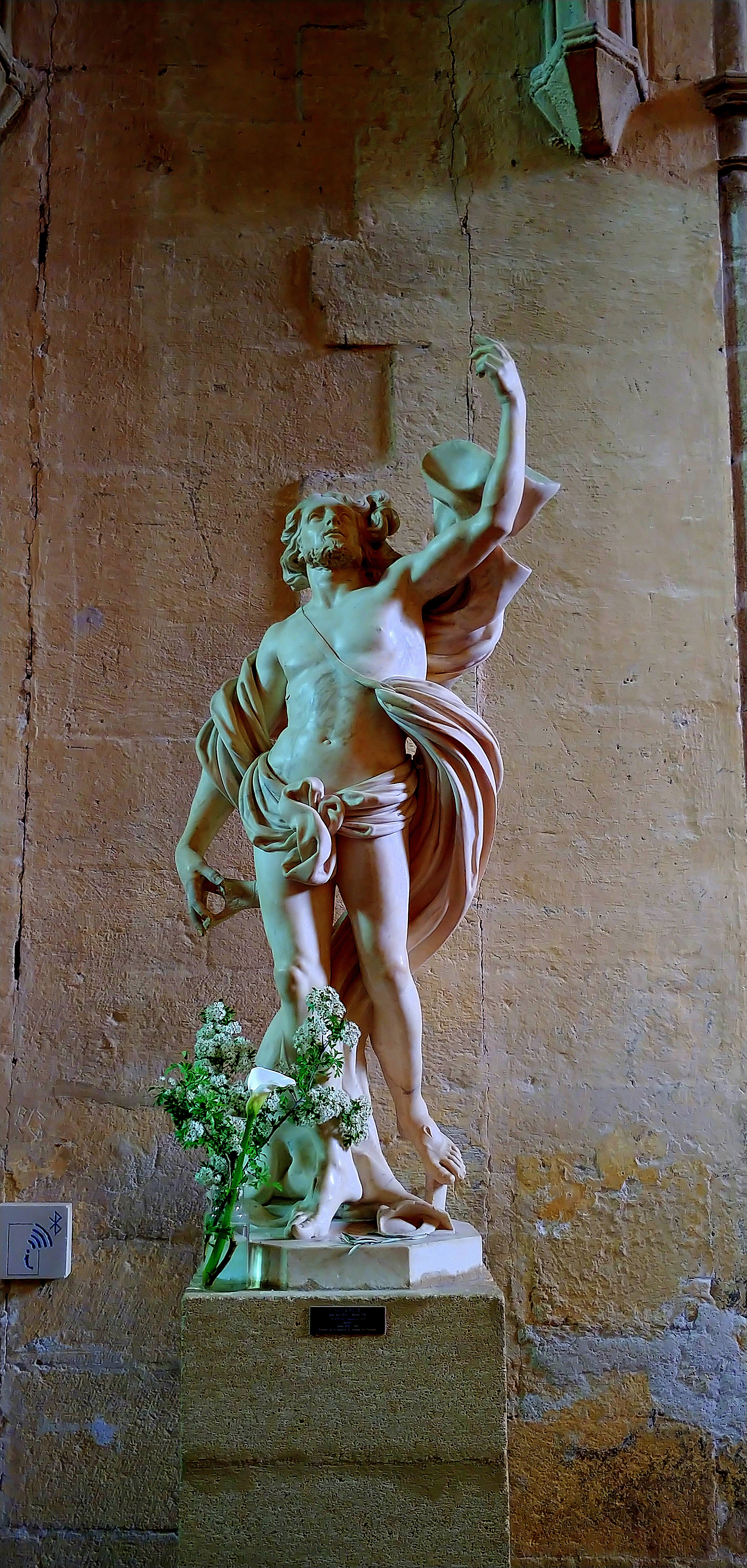
Le Christ ressuscitant, d'Honoré Pellé.
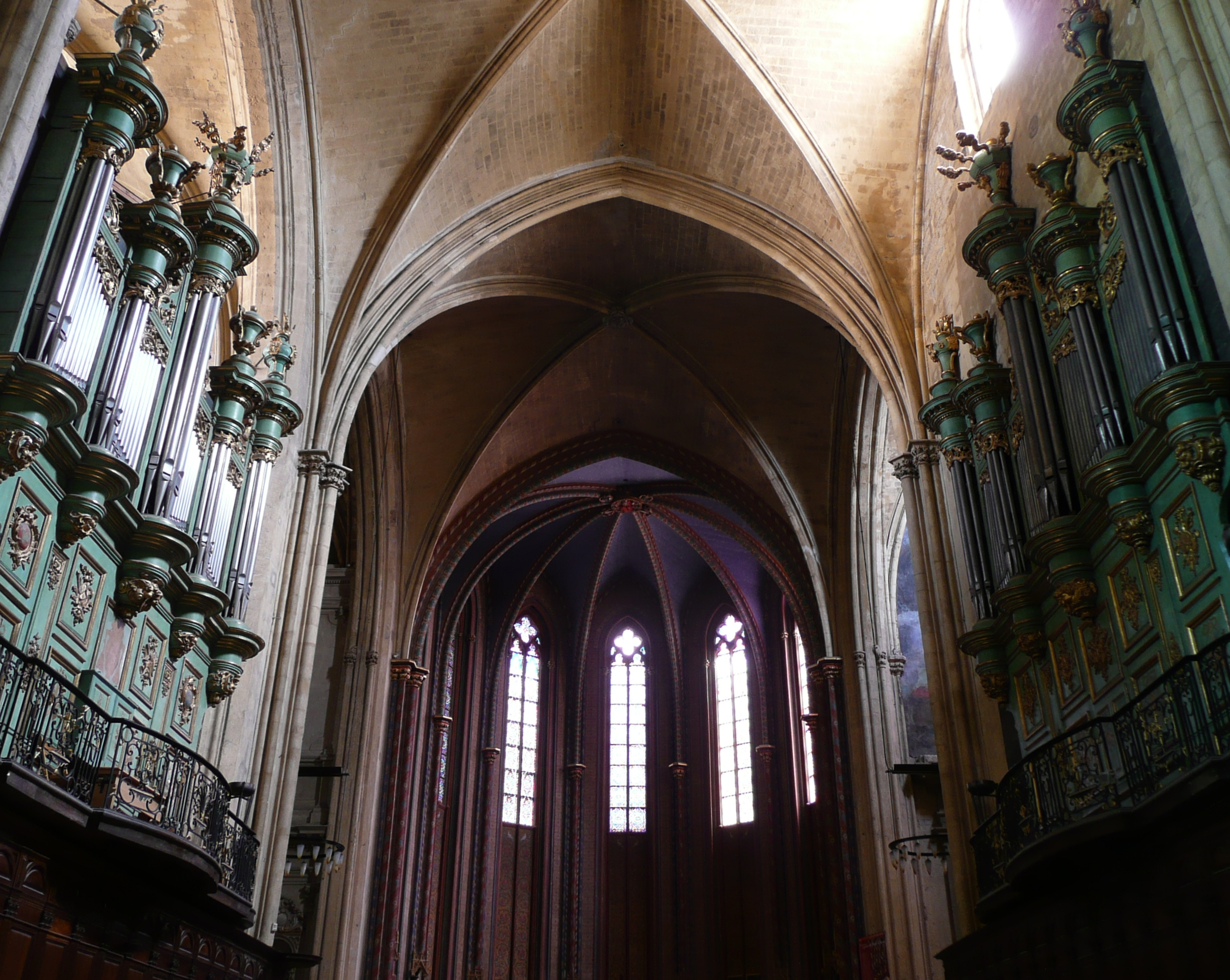
Les deux façades de l'orgue.

## Les cloches
Le clocher octogonal de la cathédrale compte trois cloches :
Cloche 1 : Elle s'appelle "Marie Immaculée", fondue par Burdin en 1858 et elle fait 150 cm de diamètre. Elle chante le do 3.
Cloche 2 : Elle s'appelle "Paule", fondue par Paccard en 1932 et elle fait 150 cm de diamètre. Elle chante le mi 3.
Cloche 3 :Elle s'appelle "Marie-Madeleine", fondue par Paccard en 1932 et elle fait 100 cm de diamètre. Elle chante le sol 3.

## Musique
Guillaume Poitevin est maître des enfants de chœur de la maîtrise et maître de chœur professionnel de la cathédrale de 1667 à 1706.

## Anecdotes
- En 1318, l'archevêque Robert de Mauvoisin est forcé de résigner ses fonctions, accusé « d'entretenir publiquement des concubines ; de vendre les bénéfices et les sacrements ; de trafiquer des interdits qu'il lançait contre les églises sur de légers motifs, et de mépriser les censures qu'il avait encourues pour avoir frappé l'archidiacre de son chapitre et quelques chanoines. On lui reprochait aussi d'avoir traversé la ville d'Aix le Jeudi-Saint au son des instruments et précédé de danseurs ; d'aimer passionnément la chasse ; de mener avec lui, lorsqu'il faisait la visite de son diocèse, des chasseurs, des chiens, des oiseaux, au grand préjudice des habitants dont il dévastait les campagnes ; de donner le sacrement de confirmation après-dîner ou le soir à la lumière hors de l'église, lorsqu'il revenait de la poursuite des bêtes fauves. Enfin on l'accusait d'avoir foulé le peuple dans ses visites pastorales et vomi des blasphèmes contre Dieu, la Vierge et les saints. Le pape nomma des commissaires pour examiner ces griefs. Le prélat diminua l'horreur de quelques-uns par les interprétations qu'il donna, et nia les autres. Mais accablé par les dépositions des témoins, il prévint sa condamnation en abdiquant volontairement au mois d'août 1318[21]. »
- Le 24 décembre 1566, l'archevêque Jean de Saint-Chamond monte en chaire à Saint-Sauveur, revêtu de ses habits épiscopaux, déclame contre le Pape et l'église catholique, jette par terre sa mitre et sa crosse, embrasse le calvinisme et se retire à Genève où il se marie[22].